# Chungkingosaurus

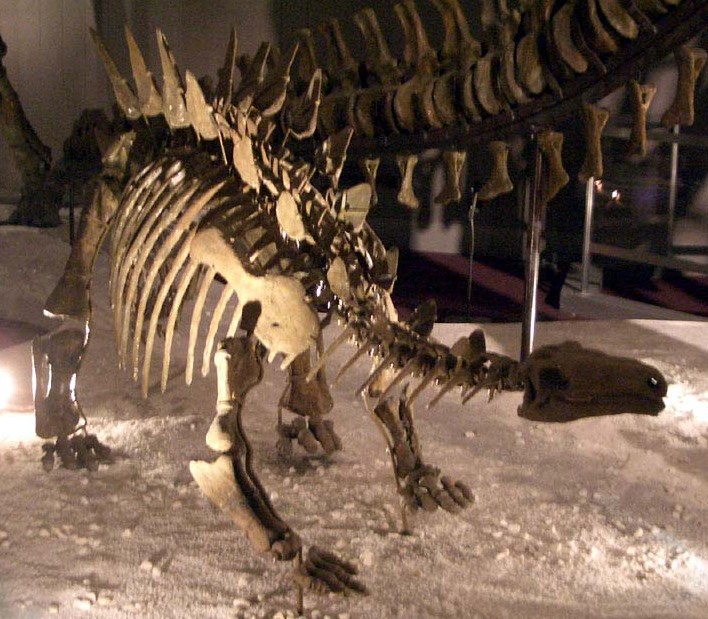
Een skeletmodel van Chungkingosaurus jiangbeiensis

Chungkingosaurus jiangbeiensis is een plantenetende ornithischische dinosauriër, behorend tot de Stegosauria, die tijdens het late Jura leefde in het gebied van het huidige China.

## Vondst en naamgeving
De typesoort Chungkingosaurus jiangbeiensis werd in 1983 benoemd en beschreven door Dong Zhiming, Zhou Shiwu en Zhang Yihong. De geslachtsnaam verwijst naar de gemeente Chungking, de soortaanduiding naar het district Jiangbei: in combinatie duidt de soortnaam zo de vindplaats in Sechuan aan.
Het holotype, CV 00206 is gevonden in een laag van de bovenste Shaximiaoformatie. Het bestaat uit een gedeeltelijk skelet. Bewaard zijn gebleven: de snuit en voorkant van de onderkaken, tien ruggenwervels, een heiligbeen met bekkengordel, een reeks van drieëntwintig staartwervels, de onderkant van een opperarmbeen, drie middenhandsbeenderen, beide dijbeenderen en scheenbeenderen en vijf beenplaten.
In het Oulingpark van Chungking werd nog een exemplaar gevonden, specimen CV 00207. Het bestaat uit een bekkengordel plus heiligbeen; de doornuitsteeksels op de sacrale wervels en het linkerheupgewricht en de zone erachter ontbreken. Dong wees dit in 1983 niet toe aan Chungkingosaurus jiangbeiensis maar duidde het aan als een Chungkingosaurus sp. 1. Het gaat dus om een eerste verder niet te determineren soort van Chungkingosaurus. Dit impliceert dat er meerdere zulke soorten waren. Bij Huayibo in Chungking was specimen CV 00205 gevonden, een gedeeltelijk skelet met vier voorste staartwervels, een rechteropperarmbeen, beide dijbeenderen, sacrale wervels en talrijke botfragmenten. Dit duidde hij aan als Chungkingosaurus sp. 2. Daarnaast was er door Zhang Yihong bij Longshi in Hechuan een derde exemplaar opgegraven, specimen CV 00208, dat bestond uit de achterste tien staarwervels met drie paar stekels. Een vierde paar ervoor zou verloren gegaan zijn. Dit werd aangeduid als Chungkingosaurus sp. 3.

## Beschrijving
Volgens Dong is Chungkingosaurus jiangbeiensis een erg kleine stegosauriër, met een lengte van nog geen vier meter.
Dong gaf in 1983 een diagnose maar die bevatte ook kenmerken die met andere stegosauriërs gedeeld werden. In dezelfde formatie komt ook de stegosauriër Tuojiangosaurus voor. Dong beklemtoonde dat beide taxa sterk op elkaar lijken en dat vooral veel elementen uit de postcrania, de delen achter de schedel, praktisch identiek waren. Toch meende hij dat het om aparte soorten ging. Een belangrijk argument daarvoor was het verschil in grootte: Dong maakte uit de mate van vergroeiing van het bekken, met een "ingevangen" achterste ruggenwervel als zesde versmolten wervel, op dat het holotype van Chungkingosaurus ondanks zijn lengte van onder de vier meter een volwassen exemplaar was terwijl Tuojiangosaurus wel een meter of zeven kon worden. Aan dit argument werd afbreuk gedaan door het feit dat CV 00205 en CV 00207 duidelijk groter waren. Volgens Dong was CV 00207 een vijf meter lang en CV 00205 nog langer. Dit maakte het belangrijk dat de drie Chungkingosaurus species ook echt van de typesoort konden worden onderscheiden. Bij CV 00208 ging dat wat moeilijk want er was geen overlappend materiaal. CV 00207 zou zich onderscheiden door een wervel minder die aan het bekken zou zijn vastgegroeid en door een minder afgeplat heupgewricht. Een probleem is dat de desbetreffende wervel geheel ontbreekt wat het lastig maakt de mate van vergroeiing te bepalen; en dat het bekken van het holotype samengedrukt en beschadigd is zodat een vergelijking met CV 00207 wordt bemoeilijkt. CV 00208 zou zich onderscheiden door een iets langer dijbeen en een zichtbare vierde trochanter op de achterkant van dat bot; en door voorste staartwervels met lange zijuitsteeksels maar zonder bovenaan verbrede doornuitsteeksels. Ook dit onderscheid is problematisch: een langer dijbeen en grotere vierde trochanter zouden het gevolg kunnen zijn van rijping, terwijl bij het holotype de doornuitsteeksels van de voorste staartwervels zijn afgebroken zodat slechts de illusie van een verbreding geschapen werd en ook de zijuitsteeksels zijn afgebroken zodat hun lengte niet kan worden vastgesteld. Peter Malcolm Galton concludeerde daarom dat al het materiaal waarschijnlijk slechts een enkele soort vertegenwoordigt.
Nu grootte als duidelijk onderscheid met Tuojiangosaurus wegvalt, kan de geldigheid van Chungkingosaurus slechts gebaseerd worden op meer kwalitatieve verschillen. Volgens Dong had Chungkingosaurus een hogere en smallere schedel, een dikkere onderkaak, niet-overlappende tanden, tanden zonder sterke vertandingen, en een robuuster scheenbeen. De verschillen die niet eenvoudig verklaard kunnen worden als individuele variatie, die van de tanden, zijn verklaarbaar uit een mogelijke jongere leeftijd. Gregory S. Paul stelde in 2010 dat Chunkingosaurus vermoedelijk het jong was van Tuojiangosaurus. Susannah Maidment concludeerde echter in 2006 dat de soort als geldig moest worden beschouwd, hoewel het meeste van het materiaal zoek scheen te zijn. Ze wees CV 00207 niet langer aan Chungkingosaurus toe, wegens een gebrek aan vaststelbare gedeelde autapomorfieën, unieke afgeleide kenmerken.
De indeling en vorm van rugplaten en stekels lijkt bij Chunkingosaurus en Tuojinagosaurus identiek te zijn. Specimen CV 00208 kan in dat geval gedetailleerde informatie geven over de "Thagomizer" aan het eind van de staart: die lijkt dan te bestaan uit twee of drie paar verticale dikke stekels en een paar horizontaal schuin naar achteren gerichte lange dunne stekels, kennelijk bedoeld om de huid van aanvallers open te rijten.

## Fylogenie
Chunkingosaurus werd in 1983 door Dong in de Stegosaurinae geplaatst. Is de soort in feite identiek aan Tuojiangosaurus, zelf een mogelijk jonger synoniem van Chialingosaurus, dan volgt Chunkingosaurus daarvan de fylogenie en is wellicht een lid van de Stegosauridae. Cladistische nalyses door Maidment uit 2006 en 2008 echter gaven een basalere positie aan deze vormen. Opmerkelijk is dat daarbij Chunkingosaurus en Tuojinagosaurus niet dicht bij elkaar in de stamboom uitvielen. Chungkingosaurus werd in de Huayangosauridae geplaatst. Deze resultaten werden echter onbetrouwbaar gemaakt doordat het grootste deel van het materiaal niet door haar kon worden onderzocht, zodat ze gedwongen was de gegevens uit de beschrijving van 1983 prima facie te aanvaarden.